# Getryggen
För andra betydelser, se Getryggen (olika betydelser).
Getryggen är ett berg som ligger i Jämtland i närheten av Storulvåns fjällstation. Toppen ligger 1 382 meter över havet och ingår som en av topparna i Svenska Turistföreningens toppkort.